# Стојан Јанковић
Стојан Митровић Јанковић, у српској народној песми чешће изговаран као Јанковић Стојан (Жегар, код Обровца, око 1635. — Дувно, 23. август 1687) био је један од вођа ускока у Равним Kотарима у 17. веку, поглавар и управник морлака Срба, сердар Котара, каваљер св. Марка, коњички капетан, заповедник тврђаве Островице.

## Порекло
Стојан Јанковић је син Јанка Митровића (1613—1659), харамбаше, главног поглавара морлачке народне војске у Кандијском рату, чији отац Митар је из Жегара. Митровићи су се доселили заједно са другим Жегаранима 1647. у Будим код Поседарја на млетачкој територији. Његова породица славила је славу Ђурђевдан.

## Имена Стојан Јанковић у оновременим документима
У оновременим документима из 17. века, у којима су патронимична имена тада, била уобичајена, Стојан Јанковић, као достојан наследник имена и славе свога великога оца, именује се различито:
- У једном од докумената, из 1650. године именује се као: figlio di harambassa Gianco Mitrovich, nominato Stoian.
- У другима као: harambassa Stoian Giancovich, carambassa Mitrovich, Stoian Mitrovich figlio di Gianco... sardar de Morlacchi, Stoiam Mitrovich zardar de Murlachi...
- Доцније, по добијању млетачке витешке титуле, он се именује као: cavalier Stogiam Mitrovich, kavalier Gianco Stogiam.[4]
- Док се за Стојан Јанковића најчешће користи патроним: kavalier Gianco, kavalier Janco Stogian Mitrovich... Немачки извори га, памте под именом: Ritter Janco.[5]
- Од преласка 1648, па до 1666. он је живео у Будину, где је 1666. године, пао у своје легендарно ропство о којем пева и чувена српска епска песма. Стојан је тада био harambassa di Posidaria.

## Војни успеси
Стојан Јанковић прославио се као вођа далматинских Срба у борби против Османског царства. Борио се у више ратова против Турака, међу којима су најпознатији кандијски (1645—1669) и морејски рат (1683—1699). У фебруару 1666. је заробљен код Обровца на реци Цетини, где је у борби погинуло много Турака, између осталих и алајбегови (заповедници коњице) Атлагић, Ченгић и Бараковић. Након заробљавања Јанковић је одведен у Цариград, али је успео да се ослободи након 14 месеци.
Истакао се у борбама тзв. „Светог савеза“ против Турака. Познато је да је у борбама више пута победио турске снаге, када је убијено и више турских војних заповедника, међу којима је неке и лично посекао. Међу њима су Али-бег Дуракбеговић, Реџеп-ага Филиповић, ага Велагић, ага Пајалитовић и Ибрахим-ага Ковачевић.
За војне заслуге и показану храброст 1670. Млетачка република одликовала је Стојана Јанковића златном колајном св. Марка, вредном 100 дуката и доламом, именован је за каваљера (витеза) св. Марка и добио је поседе у новоосвојеним областима у Исламу Грчком са "400 гоњала земље“.
Истакао се и у борбама у Херцеговини, а 1686. је ослободио град Сињ, Лику и Крбаву. Годину дана касније (1687) је погинуо током напада на Дувно.
Опеван је у српској народној епској песми „Јанко од Котара и Мујин Алил“, „Женидба Стојана Јанковића“, „Ропство Јанковић Стојана“, као и у другим народним песмама.

## Породица и потомство
Стојан Јанковић имао је два брата и једну сестру. Млађи брат Илија Јанковић борио се против Турака, а млетачка власт није успела да га уклопи у свој војно-управни систем. Одметао се у време мира и нападао је турску територију. У јесен 1683. покренуо је велик устанак против Турака у Далмацији након турског пораза код Беча. Предводећи своје чете учествује у походима на Лику и Босну. Отровали су га Млечани 1693. године.
Неки хрватски историчари покушавају Стојана Јанковића, будући да је деловао на територији данашње републике Хрватске, да прогласе хрватским ускоком и за то наводе податак да се Стојан Јанковић 17. августа 1676. г. венчао са (гркокатолкињом) Антонијом Реци (Antoniа Rezzi) "по обреду свете католичке цркве". Међутим, реч је о томе да у Задру ни дан-данас не постоји гркокатоличка црква, а пошто гркокатолици признају јурисдикцију папе, Стојан Јанковић се са Антонијом Реци венчао у католичкој цркви, што не значи да је променио веру или да пре тога није био српске националности и православне вере. То јасно доказује МКР од 23. априла 1674. г. у МК 1637-1893. Православне цркве у Задру (на чувању у Збирци матичних књига у „Државном архиву Задар“), где стоји: Zorzi Aluise, figlio de Stogian Giancouichi e di donna Vinca, sua consorte, „Ђурађ Алојз, син Стојана Јанковића и његове супруге, госпође Винке“,. Винка је његова прва жена, коју је убио у наступу љубоморе или зато што ју је ухватио у прељуби 1676. г. Све ово коначно потврђује податак да прво дете са Антонијом Реци, Јосифа, Стојан Јанковић крсти у православној цркви. То нам показује МКР поменуте цркве од 30. септембра 1677, где стоји: Josepho, figlio del cauaglièr Stogian Giancouichi e di donna Antonia, sua consorte, „Јосиф, син каваљера Стојана Јанковића и његове супруге, госпође Антоније“.
Други, најмлађи брат Стојана Јанковића, Завиша Јанковић (1649—1702), сердар, каваљер св. Марка, сердар Котара, капетан Обровца, челник морлака, водио је ратне походе у Лику и Босну и доводио досељенике у Далмацију. Посебно се истакао у освајању Книна и Сиња, где је и рањен. Био је у контактима са српским патријархом Арсенијем Чарнојевићем. Имао је велико имање, млинове, куће и дућане, а пред крај живота купио је пола острва Олиба. Његова кћерка Јелена удала се за грчког потпуковника Теодорина Деде, који је понео име Митровића и њихове титуле, пошто није остало више мушког потомства од браће Јанковић-Митровић.
Линија Јанковић-Деде наставила имала је мушко потомство до Илије Деде Јанковића (1818—1874), чија кћерка Олга се удала за Владимира Десницу па су Деснице наследиле породицу Деде Јанковић. Илија Деда Јанковић (иначе из Задра) је био 1858. године у Ријеци претплатник српске ћириличне књиге „Цвеће србских песама“. Син Владимира и Олге Деснице је Урош Десница, одликован витештвом (каваљерством), сенатор, члан Српске странке у Далмацији и др, који је са Фани Луковић из породице Луковића из Прчња, имао сина Владана Десницу.

## Занимљивости
Потомак Јанковића су Илија Деде Јанковић и Владан Десница, српски писац.